# Stefan Dejkało
Stefan Dejkało (ur. 15 października 1959) – polski szachista, mistrz międzynarodowy od 1986 roku.

## Kariera szachowa
W drugiej połowie lat osiemdziesiątych należał do czołówki polskich szachistów. Największy sukces w karierze osiągnął w roku 1986, zdobywając w Świdniku tytuł wicemistrza Polski seniorów, po przegranym barażu z Markiem Hawełko. Łącznie w latach 1984–1990 pięciokrotnie wystąpił w finałach mistrzostw kraju. W roku 1987 zajął II miejsce w turnieju rozegranym w Porąbce. W 1988 r. zdobył brązowy medal drużynowych mistrzostw Polski, natomiast w 1989 – srebrny drużynowych mistrzostw Polski w szachach błyskawicznych, oba w barwach klubu Polonia Warszawa.
Reprezentował Polskę na olimpiadzie szachowej w Dubaju w 1986 r., zdobywając na VI szachownicy 2½ pkt w 6 partiach.
Najwyższy ranking w karierze osiągnął 1 lipca 1986 r., z wynikiem 2450 punktów zajmował wówczas 2. miejsce (za Markiem Hawełko) wśród polskich szachistów.
W 1990 r. zakończył karierę szachową.